# Pranksta Rap
Pranksta Rap, llamado Rapto-Rap en España y El rap del bromista en Hispanoamérica, es un episodio perteneciente a la decimosexta temporada de la serie animada Los Simpson, emitido originalmente el 13 de febrero de 2005. El episodio fue escrito por Matt Selman y dirigido por Mike B. Anderson. 50 cent fue la estrella invitada, interpretándose a sí mismo. En este episodio, Bart finge ser secuestrado para evitar enfrentar a sus padres por asistir a un concierto de rap sin permiso.

## Sinopsis
Todo comienza cuando Bart ve un comercial del show de rap "Matar por la vida", y quiere ir. Homer deja que Bart se compre su propia entrada, pero, sin embargo, cuando Marge ve a Bart usando ropa de hip-hop, le prohíbe asistir al concierto. Bart, de todas formas, va. Cuando el rapero "Alcatraaz" reta a Bart a una batalla de rap sobre el escenario, el niño comienza a rapear sobre Homer, logrando tener mucho éxito. Impresionado, Alcatraaz lo lleva a su casa y le regala una remera.
Una vez en su casa, estando todavía afuera, Bart oye a Marge y a Homer hablando sobre su escape, diciendo que Bart estaría en serios problemas si era atrapado. Para evitar meterse en problemas, se saca la remera, escribe una nota, la ata a una roca y la tira a través de la ventana. Marge la lee, y ve que dice que Bart había sido secuestrado y tenía instrucciones para esperar futuras instrucciones. Todos en Springfield apoyan a la familia Simpson. El jefe Wiggum declara que atraparía al secuestrador. Los ciudadanos y reporteros, incrédulos, critican a Wiggum. Luego de que Wiggum trata de justificarse de sus errores, una visión inspiradora de Barney Fife lo inspira a poner todos sus esfuerzos en resolver el caso. 
Mientras se esconde de los ciudadanos de Springfield, Bart le revela su plan a Milhouse, quien le dice que se puede quedar en el departamento de su padre, ubicado en un edificio para solteros. Mientras Bart hace rosetas de maíz, llama a su familia y cambia la voz, haciéndose pasar por el secuestrador. El jefe Wiggum está en la casa de los Simpson, escuchando la llamada. Luego lleva la cinta al laboratorio de la policía, y la rebobina para escuchar el ruido del pochoclo. Pronto lo identifica como "Bara-pop" (palomitas de maíz extremadamente baratas, sin mencionar que son de ínfima calidad -Apu menciona que algunas de las "rosetas" resultaban ser dientes de bebé). Luego de una visita al minisuper, descubre que solo hay dos personas en la ciudad que compran esa marca: él y Kirk Van Houten. 
En el apartamento de Kirk, los policías llegan solo para encontrar a Bart allí. Kirk es arrestado por secuestro y Bart es devuelto a sus padres. Wiggum es declarado un héroe y es promovido a Comisionado de Policía (para gran sorpresa de la ciudad) y se hace un desfile en su honor. Milhouse enfrenta a Bart, para decirle que su padre fue a prisión por su culpa. Bart se siente culpable, y confiesa lo que había hecho ante Wiggum. A pesar de esto, Wiggum le dice a Bart que mantuviese la mentira, ya que así seguiría siendo Comisionado. Además, Kirk también quería mantener la mentira, ya que en la cárcel tenía un hogar más limpio, tres comidas al día y mujeres solteras alentándolo. Homer, por su parte, quería mantener la mentira por la publicidad que Bart estaba recibiendo. 
Cuando Lisa descubre la remera que Bart había recibido en el concierto, llega a la conclusión de que su hermano había ido al concierto. Homer, sin embargo, la quema, ya que quería continuar con el engaño. Lisa le pide ayuda al director Skinner, y éste se la concede. 
Wiggum, Bart, Homer, y Kirk hacen una alianza y acuerdan mantener la mentira a toda costa. Luego de que descubren el intento de Lisa y Skinner por hallar la verdad, encuentran pruebas de que Bart había ido al concierto en una grabación del mismo. Mientras tratan de convencer a Lisa y a Skinner de cómo la mentira hacía felices a todos, las cosas se ponen tensas. Alcatraaz, sin embargo, decide dar en ese momento una fiesta en su casa. Lisa es dejada cuestionándose si estaba haciendo lo correcto. Homer concluye que a pesar de que Bart había mentido, la mentira los hacía a todos felices, y luego se lanza de bomba en la pileta. 
Durante la secuencia final, Skinner le pregunta a Alcatraaz si había algún lugar en el mundo del rap para un hombre de mediana edad. Alcatraaz dice que ya había contratado a un hombre para ese trabajo, el Superintendente Chalmers.